# 阿尼 (约讷省)
47°35′51″N 3°31′57″E / 47.59750°N 3.53250°E

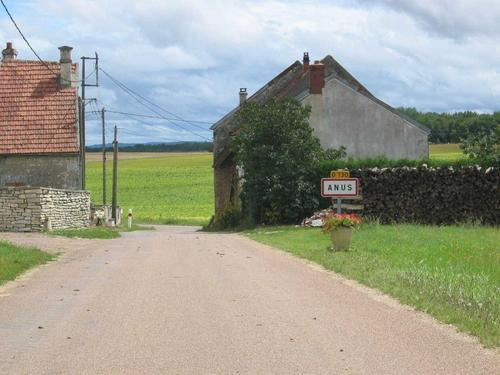
阿尼

阿尼（法語：Anus，法語發音：[any]）是法国约讷省的一个村庄，屬於市鎮富罗讷。
阿尼自古以來與富罗讷同為一個堂区，該堂區有時稱作「富罗讷和阿尼」（Fouronne et Anus）。1848年，兩地區住戶共計70戶，其中有19戶位在阿尼。該地區在16世紀時為紀堯姆·吉拉尔·里耶爾（Guillaume Girard de Rièrre）所有。